# Cascade (Idaho)
Cascade è una città (city) degli Stati Uniti d'America, situata nella contea di Valley, nello Stato dell'Idaho.